# Attilio Zuccagni-Orlandini
Attilio Zuccagni-Orlandini (* Juli 1784 in Fiesole, Habsburgermonarchie; † 25. November 1872 in Florenz) war ein italienischer Statistiker, Geograf, Kartograf und Dialektologe.

## Leben und Werk
Giuseppe Orlandini war der Neffe des Botanikers Attilio Zuccagni und wechselte seinen Namen in Attilio Zuccagni-Orlandini. Er studierte Medizin, unternahm ausgedehnte Reisen in Italien, arbeitete im Finanzministerium und besetzte von 1861 bis 1872 den Lehrstuhl für Statistik der Universität Florenz.
Bedeutend sind seine Corografia fisica, storica e statistica dell’Italia e delle sue isole in 12 Bänden (Florenz 1833–1845)  samt Atlante illustrativo ossia Raccolta dei principali monumenti italiani antichi, del medio evo e moderni in 3 Bänden (Florenz 1845), sowie Ricerche statistiche sul Granducato di Toscana in 7 Bänden (Florenz 1848–1856).
In der Romanistik ist Zuccagni-Orlandini bekannt für seine Raccolta di dialetti italiani con illustrazioni etnologiche (Florenz 1864, Bologna 1975, 1986) mit der Exemplifizierung jedes Dialekts anhand der jeweiligen Übersetzung eines Dialogs zwischen Herr und Diener.
In Florenz und Rom sind Straßen nach ihm benannt.

## Weitere Werke
- Atlante geografico, fisico e storico della Toscana, Florenz 1832,  1974
- Atlante geografico, orografico e idrografico dello Stato Pontificio, Bologna 1857
- Dizionario topografico dei comuni compresi entro i confini naturali dell’Italia, Florenz 1861
- Elementi di statistica, Florenz 1869
- Roma e l’Agro romano. Illustrazioni storico-economiche, Florenz 1870